# 高昌景教寺院壁畫

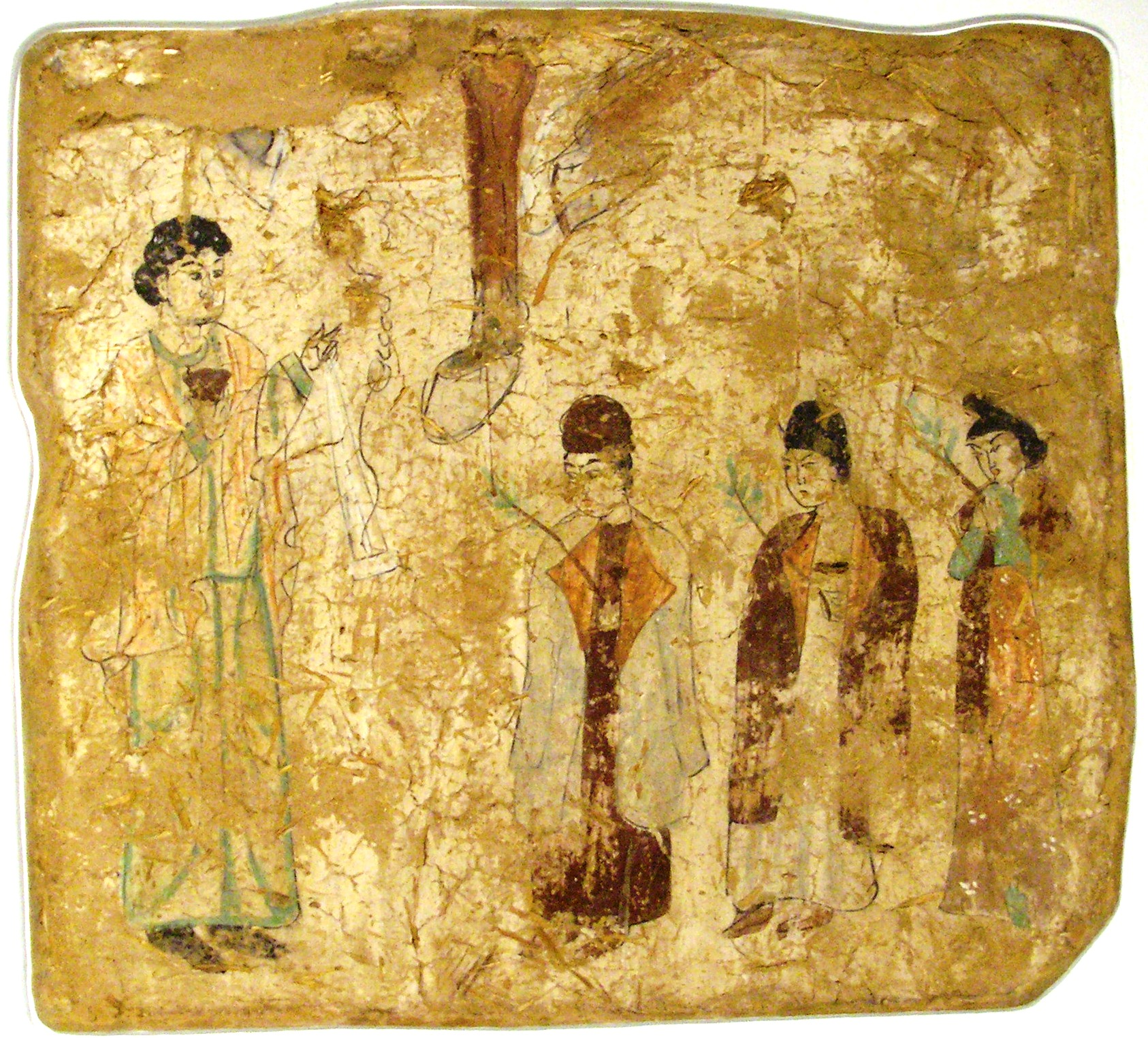
聖枝主日祭

高昌景教寺院壁畫（德語：Wandbilder aus einem christlichen Tempel, Chotscho）是指德國吐魯番考察隊於20世紀初在新疆高昌古城郊外發現的一座廢棄的基督教東方教會（景教）寺院內出土的三幅公元9世紀末的壁畫殘片，現藏德國柏林亞洲藝術博物館，亦名柏林印度藝術博物館（Museum für Indische Kunst）。

## 歷史背景
北宋年間，使者王延德於公元981年出使高昌回鶻。他見到當地仍有摩尼教寺院和波斯僧，即景教僧，各持其法，就是被當時的佛教稱為外道的僧侶。東方教會初入唐帝國時稱「波斯經教」，因當時教會大本營位於波斯薩珊帝國，所以唐朝時來到中土的景教教士阿羅本和景淨又被稱做「波斯僧」。《宋史·天竺傳》記載：「太平興國九年（公元984年）五月三日，西州回鶻與波斯外道來朝貢。」這裡所謂的「波斯外道」指高昌回鶻王國的景教信徒。

## 發現經過
20世紀初，德國柏林民族人類學博物館的艾伯特·克倫威德爾和艾伯特·馮·李·寇克率領的考察隊在吐魯番進行了三次考察，期間發現了兩座摩尼教寺院和一座景教寺院，皆屬廢寺遺址。其中出土了一批摩尼教和景教的壁畫、紙畫、絹畫及麻布畫，包括色彩鮮麗奪目，帶有濃郁波斯風格的手抄本和絲織品、掛軸等。
這座小型景教寺院位於高昌古城東城牆北端與小佛塔群之間，現存三個殿堂，長約20米，寬近7米。李·寇克在寺內發現殘缺的壁畫，主要繪於東廳北牆、東牆和西廳，大多都非常殘破，他揭取了兩幅較為完整的壁畫：「做懺悔的紅衣女子」和「聖枝主日祭」。克倫威德爾則以寫生畫方式臨摹了另一幅壁畫「基督榮進耶路撒冷城」。

## 壁畫概述
- 聖枝主日祭：也叫「棕枝主日」或「聖枝圖」，此畫高約63釐米，寬約70釐米。左邊一較大人像描繪的是一位教士，顯然是個伊朗人，留着捲曲的黑髮，身穿圓領袍，正在向一群突厥人傳教；他右手拿聖水杯，也可能是聖餐杯[4]，行祝福禮的左手還持有一隻金色香爐[5][6]；右邊三名較小人像手執棕枝列隊而行，其中兩名男子穿着具有西域風格的翻領長袍，頭上的圓形帽冠似乎也是胡帽；最右邊的女子足蹬綠色翹頭履，頭頂圓髻，腦後還梳有大髮髻，上身似乎穿着半臂（日语：半臂），可見綠色衣袖，下垂至襦裙上的織物可能是披帛。李·寇克原認為這幅畫是描繪景教祭司施洗禮的場景，但經京都大學教授羽田亨考証，此畫實際是表現信徒慶祝基督教節日聖枝主日。另一名日本學者吉村大次郎則認為此畫左邊較大人物是耶穌，右邊三名較小人物分別是彼得、約翰和抹大拉的馬利亞[1]。畫中手持棕櫚枝的年輕女信徒形象被認為有回鶻女子的特徵[2]。德國宗教學家漢斯-約雅金·克里木凱特認為這幅畫證實了當時「教會的領導成員是伊朗人，包括粟特人；而突厥人，或許是來自社會的較低層，則構成了會衆」[4]。
- 做懺悔的紅衣女子：此畫高43釐米，寬21釐米，描繪一名站立的女子，身着紅衣，正在做懺悔祈禱（英语：Repentance (Christianity)）。相較「聖枝主日祭」裡的人物，這名女子的着裝和髮型都顯得簡單樸素。
- 基督榮進耶路撒冷城：這幅畫描繪了蓄着濃密鬍鬚的基督正騎驢進入耶路撒冷。基督帶頭光的頭部佩戴着一個內嵌十字架的頭飾，向後飄拂的短上衣，手持遊行用的十字架長杖，十字架四臂末端飾有珍珠。這種珍珠十字架和同在高昌發現的一件摩尼教繪幡上描繪的夷數像所持十字架極為相似[3]。基督身後可見一名穿着唐朝服飾的女信徒像。此畫原作已佚失，現僅有白描複製圖。